# Ligament latéral du malléus
Le ligament latéral du malléus (ou ligament latéral du marteau ou ligament de Casserius) est une bande fibreuse triangulaire qui va de la face latérale osseuse de la cavité tympanique à la face latérale du col du malléus.

## Galerie

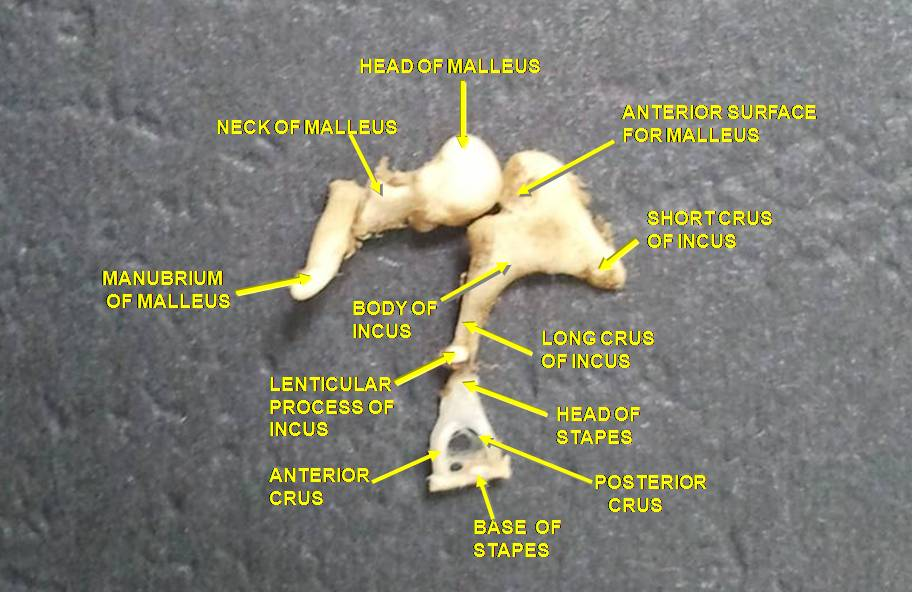
Osselets auditifs. Cavité tympanique. Dissection profonde.